# Jordi Costa
Pour les articles homonymes, voir Costa.
Jordi Costa, né le 10 mars 1966 à Barcelone, est un critique espagnol de cinéma, de télévision et de bande dessinée, qui est également scénariste de bande dessinée.